# MFK Nováky
Mestský futbalový klub Nováky byl slovenský fotbalový klub, který sídlil ve městě Nováky.
Nejúspěšnější léta prožíval klub v letech 1997 – 2004, kdy hrál druhou nejvyšší fotbalovou soutěž na Slovensku. O druholigovou licenci přišel v roce 2004, co byl sloučen s Baníkem Prievidzou do HFK Prievidza. Zanikl v roce 2015 poté, co většina hráčů a družstev přešla do nově založené Iskry.
Své domácí zápasy odehrával na stadionu MFK Nováky s kapacitou 3 500 diváků.

## Historické názvy
Zdroj: 
- 1937 – Vojenská XI
- 1938 – ŠK Nováky (Športový klub Nováky)
- 1949 – TJ Sokol Chemozávod Nováky (Telovýchovná jednota Sokol Chemozávod Nováky)
- 1959 – TJ Iskra Nováky (Telovýchovná jednota Iskra Nováky)
- 1967 – TJ CHZWP Nováky (Telovýchovná jednota Chemické závody Wilhelma Piecka Nováky)
- 1989 – TJ NCHZ Nováky (Telovýchovná jednota Novácke chemické závody Nováky)
- 1992 – FK NCHZ - DAK Nováky (Futbalový klub Novácke chemické závody - DAK Nováky)
- 1995 – FK NCHZ Nováky (Futbalový klub Novácke chemické závody Nováky)
- 2003 – MFK Topvar HN Topoľčany (Mestský futbalový klub Topvar Horná Nitra Topoľčany)
- 2004 – FK Nováky (Futbalový klub Nováky)
- 2006 – MFK Nováky (Mestský futbalový klub Nováky)
- 2015 – zánik

## Umístění v jednotlivých sezonách
Zdroj: 
Legenda: Z - zápasy, V - výhry, R - remízy, P - porážky, VG - vstřelené góly, OG - obdržené góly, +/- - rozdíl skóre, B - body, červené podbarvení - sestup, zelené podbarvení - postup, fialové podbarvení - reorganizace, změna skupiny či soutěže
| Československo (1966 – 1993) |                            |        |     |     |     |     |     |     |     |     |        |
| Sezóny                       | Liga                       | Úroveň | Z   | V   | R   | P   | VG  | OG  | +/- | B   | Pozice |
| 1966/67                      | I. A trieda SsFZ – sk. B   | 5      | 26  | 14  | 1   | 11  | 63  | 39  | +24 | 29  | 2.     |
| ...                          |                            |        |     |     |     |     |     |     |     |     |        |
| 1974/75                      | Krajský přebor – sk. Střed | 5      | 27  | 10  | 7   | 10  | 38  | 40  | -2  | 27  | 8.     |
| 1975/76                      | Krajský přebor – sk. Střed | 5      | 28  | 14  | 5   | 9   | 56  | 45  | +11 | 33  | 3.     |
| 1976/77                      | Krajský přebor – sk. Střed | 5      | 29  | 13  | 8   | 8   | 56  | 36  | +20 | 34  | 4.     |
| 1977/78                      | Krajský přebor – sk. Střed | 4      | ... | ... | ... | ... | ... | ... | ... | ... |        |
| 1978/79                      | Krajský přebor – sk. Střed | 4      | 26  | 8   | 7   | 11  | 29  | 36  | -7  | 23  | 10.    |
| 1979/80                      | Krajský přebor – sk. Střed | 4      | 26  | 7   | 8   | 11  | 26  | 28  | -2  | 22  | 9.     |
| 1980/81                      | Krajský přebor – sk. Střed | 4      | 29  | 7   | 3   | 19  | 28  | 58  | -30 | 17  | 16.    |
| ...                          |                            |        |     |     |     |     |     |     |     |     |        |
| 1987/88                      | Divize – sk. Střed         | 4      | 26  | 9   | 7   | 10  | 34  | 39  | -5  | 25  | 7.     |
| 1988/89                      | Divize – sk. Střed         | 4      | 30  | 7   | 6   | 17  | 24  | 52  | -28 | 20  | 15.    |
| 1989/90                      | I. A trieda SsFZ – sk. A   | 5      | ... | ... | ... | ... | ... | ... | ... | ... |        |
| 1990/91                      | I. A trieda SsFZ – sk. B   | 5      | 26  | 12  | 4   | 10  | 46  | 35  | +11 | 28  | 7.     |
| 1991/92                      | I. A trieda SsFZ – sk. A   | 5      | ... | ... | ... | ... | ... | ... | ... | ... |        |
| 1992/93                      | Divize – sk. Střed         | 4      | 30  | 17  | 7   | 6   | 48  | 30  | +18 | 41  | 2.     |
| Slovensko (1993 – 2015)      |                            |        |     |     |     |     |     |     |     |     |        |
| Sezóny                       | Liga                       | Úroveň | Z   | V   | R   | P   | VG  | OG  | +/- | B   | Pozice |
| 1993/94                      | 3. liga – sk. Východ       | 3      | 30  | 17  | 5   | 8   | 56  | 42  | +14 | 39  | 5.     |
| 1994/95                      | 3. liga – sk. Střed        | 3      | 30  | 14  | 5   | 11  | 71  | 40  | +31 | 47  | 5.     |
| 1995/96                      | 3. liga – sk. Střed        | 3      | 30  | 20  | 7   | 3   | 69  | 19  | +50 | 67  | 1.     |
| 1996/97                      | 2. liga                    | 2      | 34  | 14  | 9   | 11  | 43  | 32  | +11 | 51  | 7.     |
| 1997/98                      | 2. liga                    | 2      | 34  | 13  | 10  | 11  | 38  | 32  | +6  | 49  | 8.     |
| 1998/99                      | 2. liga                    | 2      | 34  | 14  | 5   | 15  | 51  | 41  | +10 | 47  | 9.     |
| 1999/00                      | 2. liga                    | 2      | 34  | 24  | 5   | 5   | 67  | 19  | +48 | 77  | 2.     |
| 2000/01                      | 2. liga                    | 2      | 34  | 14  | 11  | 9   | 42  | 32  | +10 | 53  | 7.     |
| 2001/02                      | 2. liga                    | 2      | 30  | 14  | 8   | 8   | 47  | 28  | +19 | 50  | 4.     |
| 2002/03                      | 2. liga                    | 2      | 30  | 12  | 8   | 10  | 45  | 25  | +20 | 44  | 6.     |
| ...                          |                            |        |     |     |     |     |     |     |     |     |        |
| 2013/14                      | I. trieda OFZ PD           | 7      | 26  | 11  | 5   | 10  | 45  | 54  | -9  | 38  | 6.     |
| 2014/15                      | I. trieda OFZ PD           | 7      | 26  | 4   | 2   | 20  | 33  | 68  | -35 | 14  | 14.    |